# Elisabeth Schmitz

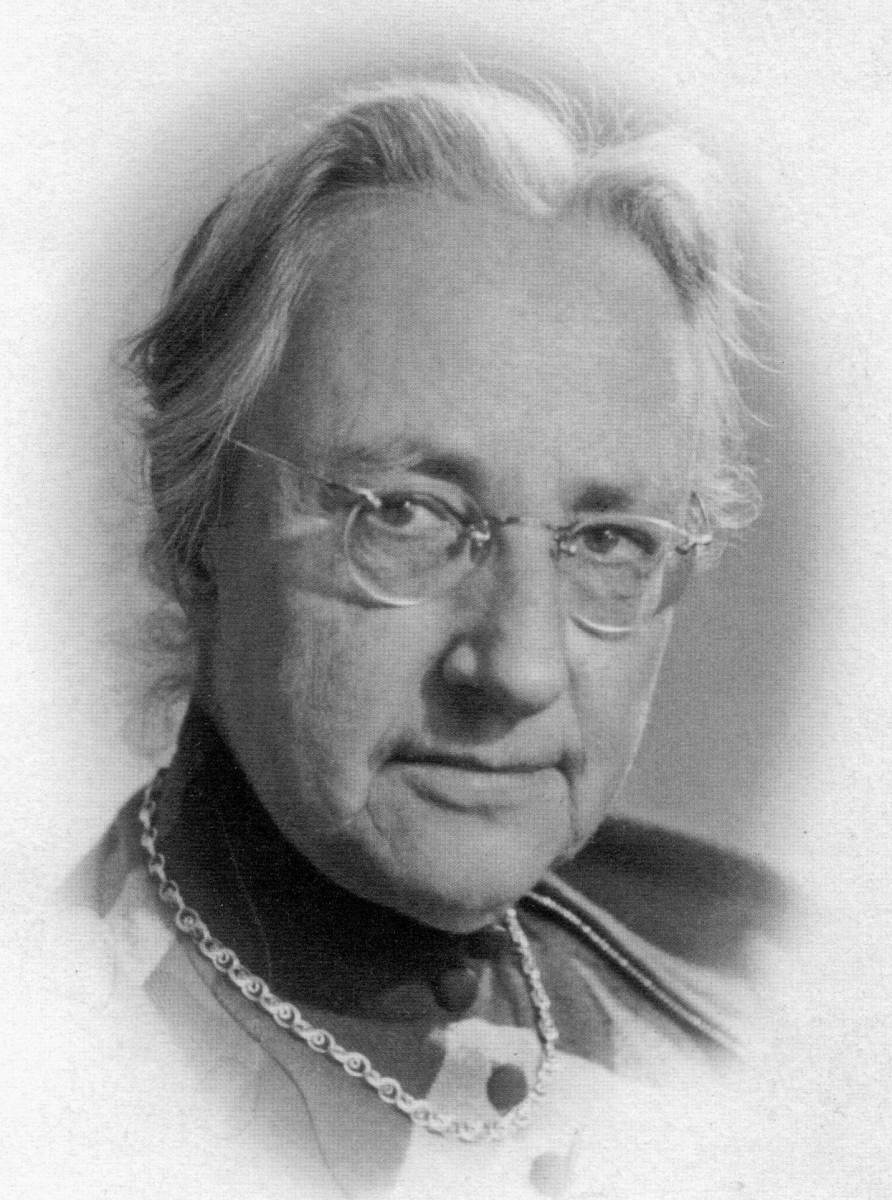
Elisabeth Schmitz (1893–1977)

Elisabeth Schmitz (* 23. August 1893 in Hanau; † 10. September 1977 in Offenbach am Main) war eine Widerstandskämpferin gegen den Nationalsozialismus aus den Reihen der  Bekennenden Kirche. Hervorgetan hat sie sich vor allem mit der Denkschrift Zur Lage der deutschen Nichtarier, in der sie schon 1935 völlig zutreffend prognostizierte, was mit dem Nationalsozialismus auf die Juden in Deutschland zukommen würde. Ihr Versuch, die Evangelische Kirche und insbesondere die Bekennende Kirche zum Widerstand gegen die Judenverfolgung aufzurütteln, blieb wirkungslos.

## Leben

### Herkunft
Schmitz war die jüngste von drei Töchtern des Gymnasialprofessors August Schmitz (* 1849 in Mönchengladbach; † 1943 in Hanau), der an der Hohen Landesschule in Hanau lehrte, und von Clara Marie, geborene Bach (* 1854 in Hanau; † 1929 ebenda). Sie besuchte die Schillerschule (Realgymnasium) in Frankfurt am Main. 1914 legte sie das Abitur ab und studierte anschließend an der Universität Bonn und ab 1915 an der Friedrich-Wilhelms-Universität zu Berlin Geschichte, Germanistik und Theologie. Ihre wichtigsten akademischen Lehrer waren der liberale Kirchenhistoriker Adolf von Harnack und der Historiker Friedrich Meinecke. 1920 promovierte sie bei Meinecke mit einer Dissertation über Edwin von Manteuffel und schloss 1921 das Studium mit dem Ersten Staatsexamen in Berlin ab. Während des anschließenden schulischen Vorbereitungsdienstes absolvierte Schmitz ein Ergänzungsstudium an der Theologischen Fakultät, doch sie verstand sich zeitlebens als Historikerin, nicht als Theologin.
Elisabeth Schmitz gehörte damit zur ersten Generation von Frauen in Deutschland, die studieren konnten und denen – wenn auch zunächst noch in engen Grenzen – eine eigenständige berufliche Tätigkeit mit akademischem Abschluss offenstand. Gemäß der Personalabbauverordnung vom 27. Oktober 1923 musste eine Frau im öffentlichen Dienst jedoch unverheiratet bleiben und konnte so keine eigene Familie gründen.

### Schuldienst
Nach dem Zweiten Staatsexamen 1923 konnte Schmitz zunächst sechs Jahre lang nur mit Zeitverträgen an verschiedenen höheren Mädchenschulen in Berlin unterrichten. Erst am 1. April 1929 wurde sie am Luisengymnasium (damals: Oberlyzeum, eine Mädchenoberschule) in Berlin-Moabit als Studienrätin fest angestellt. Ab 1933 erlebte sie, wie jüdische oder politisch unliebsame Lehrerinnen und Lehrer aus den Schulen entfernt wurden. Dazu zählte auch ihre sozialdemokratische Direktorin an der Luisenschule. Mit dem neuen Direktor bekam Elisabeth Schmitz wegen ihrer Ablehnung des Nationalsozialismus bald Schwierigkeiten und wurde 1935 an die nach Auguste Sprengel benannte Schule (jetzt Beethoven-Oberschule) in Berlin-Lankwitz versetzt. Zusammen mit ihr traf dieses Schicksal auch ihre Kollegin Elisabeth Abegg. In Lankwitz wurde Dietgard Meyer ihre Schülerin, der sie später in jahrzehntelanger persönlicher Freundschaft verbunden blieb und die sie als eine „Tochter“ bezeichnete.
Neue Lehrpläne im Jahr 1938 hatten als oberstes Richtziel die „Formung des nationalsozialistischen Menschen“ auf rassistischer, militaristischer und totalitärer Grundlage. Dem konnte und wollte Elisabeth Schmitz nicht nachkommen. Die Novemberpogrome 1938 waren dann der Anlass, dass die damals 45-Jährige zum 31. Dezember 1938 um Versetzung in den Ruhestand nachsuchte. Ihre Begründung war ebenso mutig wie lebensbedrohend: „Es ist mir in steigendem Maße zweifelhaft geworden, ob ich den Unterricht bei meinen rein weltanschaulichen Fächern – Religion, Geschichte, Deutsch – so geben kann, wie ihn der nationalsozialistische Staat von mir erwartet und fordert.“ Wider Erwarten wurde dem Gesuch stattgegeben und ihr sogar eine kleine Pension zuerkannt.

### Engagement in der Bekennenden Kirche

#### Kaiser-Wilhelm-Gedächtnis-Kirche und Dahlem
Ab ca. 1928 war Elisabeth Schmitz Mitglied der Deutschen Vereinigung für internationale Freundschaftsarbeit der Kirchen. Seit 1933 gehörte sie der Gemeindevertretung der Kaiser-Wilhelm-Gedächtniskirche an und stand mit dem Gemeindepfarrer Gerhard Jacobi in enger Verbindung. 1934 wurde Elisabeth Schmitz Mitglied der Bekennenden Kirche. Ab 1936/37 schloss sie sich der Bekenntnisgemeinde in Dahlem mit den dortigen Pfarrern Franz Hildebrandt und Martin Niemöller an, dessen inoffizieller Nachfolger ab 1938 Helmut Gollwitzer wurde. Sie gehörte zu dessen „Dogmatischer Arbeitsgemeinschaft“, in der unter anderem Karl Barths Kirchliche Dogmatik besprochen wurde. Weiter gehörte sie dem Mittwochskreis von Anna von Gierke, Sozialpädagogin und Reichstagsabgeordnete der DNVP, an. Diese wurde 1933, weil „Halbjüdin“, als Leiterin der Ausbildungsstätten Verein Jugendheim entlassen. Zu ihren gleichgesinnten Mitstreiterinnen gehörten auch die Botanik-Professorin Elisabeth Schiemann aus der Dahlemer Gemeinde und die frühere Kollegin Elisabeth Abegg. Alle drei Frauen hatten freundschaftliche Kontakte zu Frauen jüdischer Herkunft.

#### Briefe und Denkschrift gegen die Judenverfolgung
Bereits im April 1933, als mit dem Judenboykott vom 1. April 1933 die Ausgrenzung der Juden begonnen hatte, wandte sich Schmitz an den Theologen Karl Barth. Ihr Briefwechsel stammt hauptsächlich aus den Jahren 1933 bis 1936. Sie erhob dabei schwere Vorwürfe wegen Ergebenheitsadressen der evangelischen Kirchen gegenüber Adolf Hitler, forderte eine Kontaktaufnahme der christlichen Kirchen mit Vertretern des Judentums und eine aktive seelsorgerische Betreuung der Verfolgten in den Konzentrationslagern. Sie versuchte, Barth zu einer öffentlichen Stellungnahme in der „Judenfrage“ zu bewegen. Neben der Korrespondenz sind auch mehrere Besuche bei Barth in seinem Schweizer Exil dokumentiert. Für Barth war die „Judenfrage“ aber nur eine Teilfrage in seiner Auseinandersetzung mit dem NS-Staat. Eine öffentliche Stellungnahme lehnte er ab.
Zugleich begann Schmitz an einer Denkschrift über die Lage der Juden unter den Nationalsozialisten zu arbeiten. Dieser Schrift, die sie im September 1935 abschloss, gab sie den Titel Zur Lage der deutschen Nichtarier. Hier trug sie zahlreiche Beispiele für die Not der Juden und das Mitwirken von Ämtern, Nachbarn, Kollegen, Geschäftspartnern und Lehrern an der alltäglichen Verfolgung zusammen. Sie verband in diesem Bericht die nüchterne Darstellung der alltäglichen Diskriminierung mit einem eindringlichen Appell an die verantwortlichen Männer der Kirche, auch und gerade der Bekennenden Kirche, ihrer Verantwortung gegenüber Volk und Staat gerecht zu werden. Die Schrift stellte sie in etwa 200 Exemplaren her und verschickte oder übergab sie an Mitglieder der Bekennenden Kirche wie Karl Barth, Dietrich Bonhoeffer und Helmut Gollwitzer. Um das Risiko der eigenen Verfolgung zu mindern, verfasste sie die Denkschrift anonym.
Anders als Marga Meusel in ihrer Denkschrift über die Aufgaben der Bekennenden Kirche an den evangelischen Nichtariern bezog sich Schmitz nicht nur auf getaufte „Nichtarier“, sondern forderte die Solidarität der Kirche mit allen Verfolgten. Während Meusel vor einem Widerstand gegen den Staat warnte, rief Schmitz zum Widerstand gegen die staatliche Judenverfolgung auf. Mit ihrer Betonung der jüdischen Wurzeln des Christentums ging sie weit über die damals gängigen theologischen Vorstellungen hinaus.
Schmitz versuchte, ihre Denkschrift der Dritten Bekenntnissynode der EKapU vorzulegen, die vom 23. bis 26. September 1935 in Berlin-Steglitz tagte, kurz nach dem Erlass der Nürnberger Gesetze. Sie wollte damit die Bekennende Kirche zu einem öffentlichen Protest gegen die Judenverfolgung veranlassen. Die Denkschrift wurde auf der Synode jedoch nicht besprochen und innerhalb der Kirche kaum rezipiert.
Nach der Inkraftsetzung der Nürnberger Gesetze im September 1935 verfasste Elisabeth Schmitz einen „Nachtrag“ zu ihrer Denkschrift, den sie am 8. Mai 1936 fertigstellte. Sie wies auf die verheerenden Folgen dieser Gesetze für die Betroffenen hin. Auch damit erzielte sie keine Wirkung.
Nach den Novemberpogromen 1938 schrieb Schmitz zwei Briefe an Helmut Gollwitzer, in denen sie auch forderte, die bedrängten jüdischen Gemeinden finanziell zu unterstützen und ihnen Kirchen für den jüdischen Gottesdienst bereitzustellen.

„Als wir am 1. April 1933 schwiegen, als wir schwiegen zu den Stürmerkästen, zu der satanischen Hetze in der Presse, zur Vergiftung der Seele des Volkes und der Jugend, zur Zerstörung der Existenzen und der Ehen durch sogenannte ‚Gesetze‘, zu den Methoden von Buchenwald – da und tausendmal sonst sind wir schuldig geworden am 10. November 1938.“

### Hilfe für jüdische Verfolgte
Seit der Machtübertragung an die NSDAP leistete Elisabeth Schmitz ihren jüdischen Freundinnen und Freunden Hilfe. Sie nahm die evangelisch getaufte Ärztin jüdischer Herkunft Martha Kassel, die 1933 ihre Praxis und damit ihre Existenz verloren hatte, vier Jahre lang bis kurz vor deren Emigration im Dezember 1938 bei sich auf. Wegen dieser Wohngemeinschaft mit einer Jüdin wurde Elisabeth Schmitz im Herbst 1937 von einem Blockwart denunziert und vernommen. Die Gauleitung forderte von der Schulbehörde ihre sofortige Entlassung. Diese schlug das Verfahren jedoch nieder. Ihre Freundin Elisabeth Schiemann engagierte sich ebenfalls in dieser Weise.
Nach dem Verlassen des Schuldienstes engagierte Schmitz sich ehrenamtlich mit Bibelarbeiten und Besuchsdiensten in der Friedenauer Bekenntnisgemeinde um Pfarrer Wilhelm Jannasch, der auch eine Anlaufstelle für jüdische Verfolgte in Berlin bot. Sie gab Juden, die in die Kirche aufgenommen werden wollten, Taufunterricht und musste dazu in die als „Judenwohnungen“ gekennzeichneten Häuser der Juden gehen.
In ihrer Wohnung oder in ihrem Wochenendhaus „Pusto“ in Wandlitz, das sie Ende 1938 erworben hatte, beherbergte Elisabeth Schmitz verfolgte Juden, darunter Liselotte Pereles, Margarete Koch-Levy und den jungen Charles C. Milford (ehemals Mühlfelder), dessen Vater abgeholt und in die berüchtigte Rosenstraße verbracht worden war und dessen Mutter sich den Protesten dort angeschlossen hatte.

### Nachkriegszeit
Im Jahr 1943 wurde die Berliner Wohnung von Elisabeth Schmitz durch Brandbomben zerstört, und sie verlor fast alles. Deshalb kehrte sie 1943 in ihre Geburtsstadt Hanau zurück. In ihrem Elternhaus in Hanau, das zum Gemeindebereich der Johanneskirche gehörte, wohnte Elisabeth Schmitz auch nach Kriegsende. 1946 konnte sie ihre Tätigkeit im Schuldienst wieder aufnehmen und unterrichtete an der Karl-Rehbein-Schule in Hanau. Sie verfolgte aufmerksam die aktuellen Entwicklungen in Theologie und Kirche und die gesellschaftlichen Nachkriegsdebatten. 1958 wurde sie pensioniert. Sie war im Hanauer Geschichtsverein aktiv, in dem sie auch die Forschung zum jüdischen Leben in Hanau förderte. Am 10. September 1977 starb Elisabeth Schmitz im Alter von 84 Jahren. Die Beerdigung fand in aller Stille statt.

## Würdigung
Von Beginn an erkannte Elisabeth Schmitz den Unrechtscharakter des NS-Staats und trat konsequent für rassisch Verfolgte ein. Sie versuchte immer wieder, die Evangelische Kirche gegen das Unrecht zu mobilisieren. Damit hob sie sich deutlich von der überwiegenden Mehrheit der deutschen Protestanten ab. In ihrer Korrespondenz mit prominenten Theologen und führenden Repräsentanten der Bekennenden Kirche setzte Schmitz sich für eine unmissverständliche Stellungnahme der evangelischen Kirche zur „Judenfrage“ ein. Diese Bemühungen gipfelten in ihrer Denkschrift von 1935/1936, in der sie ausführlich die innere und äußere Not der verfolgten Juden beschrieb und eine scharfe Anklage gegen das Schweigen der Kirche, insbesondere der Bekennenden Kirche, führte. „Die Kirche macht es einem bitter schwer, sie zu verteidigen“. Ihre realistische Einschätzung des NS-Staates, ihr außerordentlicher Mut, diese auch öffentlich zum Ausdruck zu bringen, und ihre vorbildlich konsequente persönliche Haltung zeichnen sie aus.
Die Bedeutung von Elisabeth Schmitz wurde lange verkannt. Ein Grund dafür war, dass als Autorin der Denkschrift jahrzehntelang die Leiterin des evangelischen Bezirkswohlfahrtsamtes Berlin-Zehlendorf, Marga Meusel, galt, eine Zuschreibung, die vermutlich auf Wilhelm Niemöller zurückgeht. Erst 1999 veröffentlichte Dietgard Meyer, mittlerweile Pfarrerin im Ruhestand, die Denkschrift unter dem richtigen Verfassernamen in einer kommentierten und mit einer biografischen Skizze versehenen Ausgabe.
Im Jahr 2004 wurde in einem Keller der Johanneskirchen-Gemeinde, der Kirchengemeinde, der Elisabeth Schmitz in Hanau angehörte, eine Tasche mit ihrem Vermächtnis, bestehend aus sieben Ordnern, gefunden. Die Ordner enthielten neben persönlichen Unterlagen (Zeugnisse, Abschriften, Korrespondenzen) auch Hefte mit handschriftlichen Textentwürfen zur Denkschrift Zur Lage der deutschen Nichtarier. Wie und wann die Tasche an ihren Fundort gelangte und wer sie dort hingestellt hatte, ließ sich nicht mehr feststellen. Die Unterlagen befinden sich heute in Privatbesitz und sollen künftig der Staatsbibliothek zu Berlin übergeben werden.
Dass ihr Engagement weitgehend unbekannt blieb, zeigt auch die Tatsache, dass sie erst 2011 von der Holocaust-Gedenkstätte Yad Vashem als Gerechte unter den Völkern anerkannt wurde.

## Ehrungen
- Die Evangelische Kirche von Kurhessen-Waldeck, der Evangelische Arbeitskreis „Christen-Juden“ und die Stadt Hanau ehrten Elisabeth Schmitz im November 2005 mit einem Gedenkstein und dem Ehrengrab auf dem Hanauer Friedhof.[12][13]
- Am 11. November 2011 wurde Elisabeth Schmitz von der israelischen Holocaust-Gedenkstätte Yad Vashem posthum mit dem Ehrentitel „Gerechte unter den Völkern“ ausgezeichnet. Yad Vashem würdigte damit die von ihr geleistete Hilfe für verfolgte Juden in Berlin.[14] Die Urkunde aus Yad Vashem und ihre Aktentasche sind in der Karl-Rehbein-Schule in Hanau ausgestellt.
- Die Stadt Hanau ehrte Elisabeth Schmitz im Jahr 2013 mit einer Gedenktafel an ihrem Wohn- und Geburtshaus in der Corniceliusstraße in Hanau.
- Eine Schule im Stadtteil Hanau-Wolfgang ist nach ihr benannt.
- Die Stadt Berlin ehrte Elisabeth Schmitz mit einer Gedenktafel an der Beethoven-Oberschule in der Barbarastraße 9 in Berlin-Lankwitz.
- Gedacht wird ihrer in dem Film Elisabeth von Berlin ("Elisabeth of Berlin", 2008) des Dokumentarfilmers Steven D. Martin.

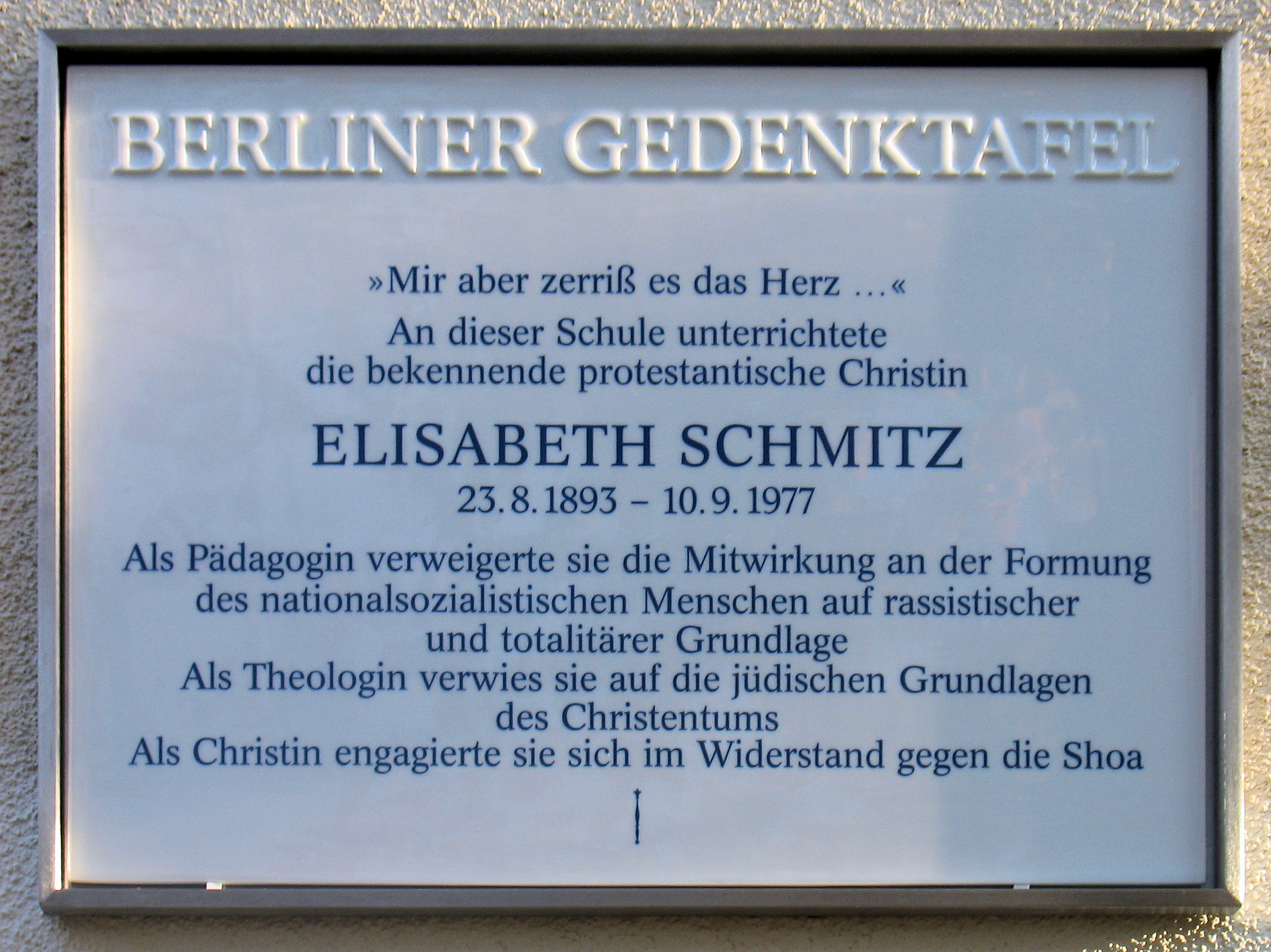
Berliner Gedenktafel, Barbarastraße 9, Berlin-Lankwitz
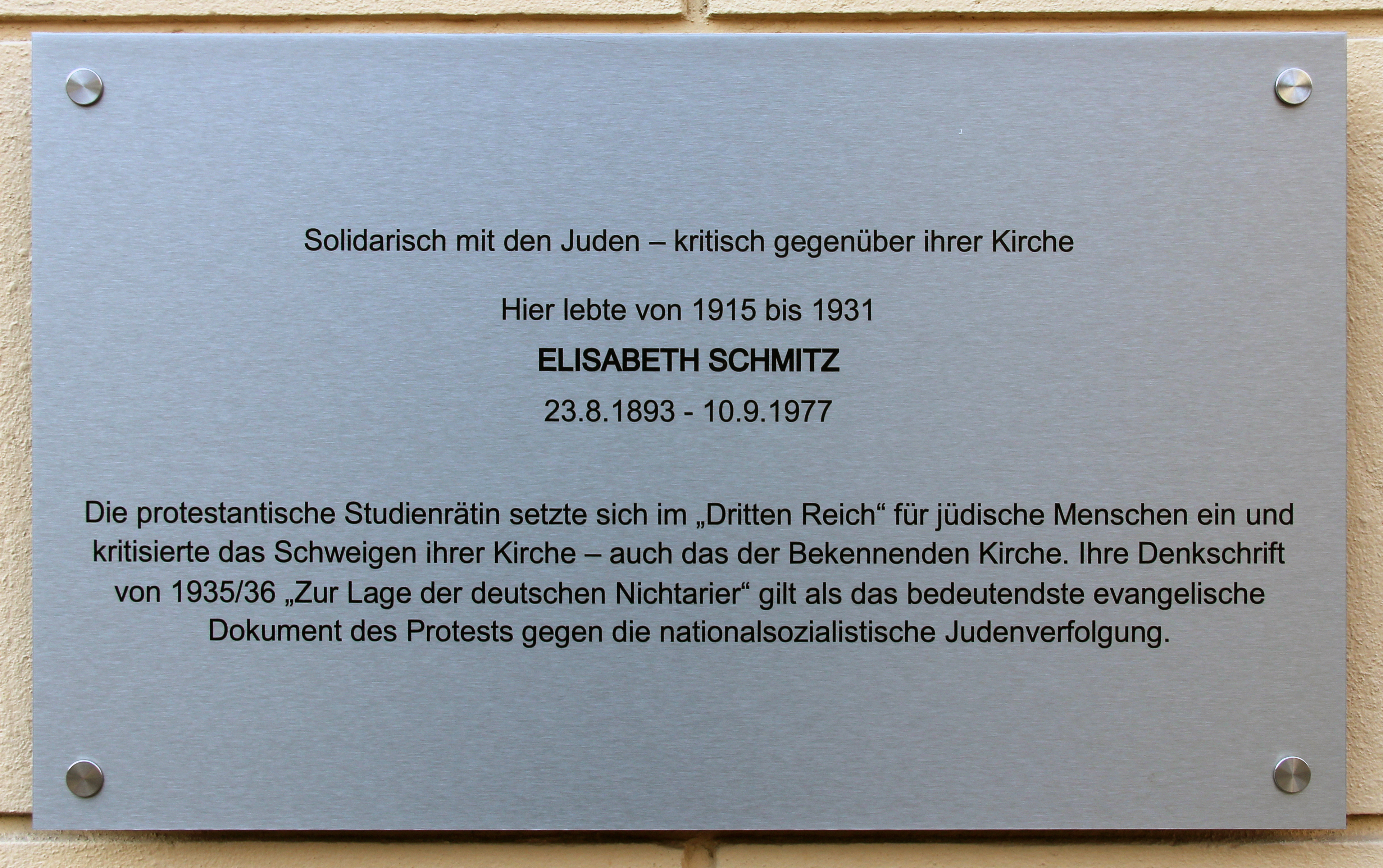
Gedenktafel, Auguststraße 82, Berlin-Mitte
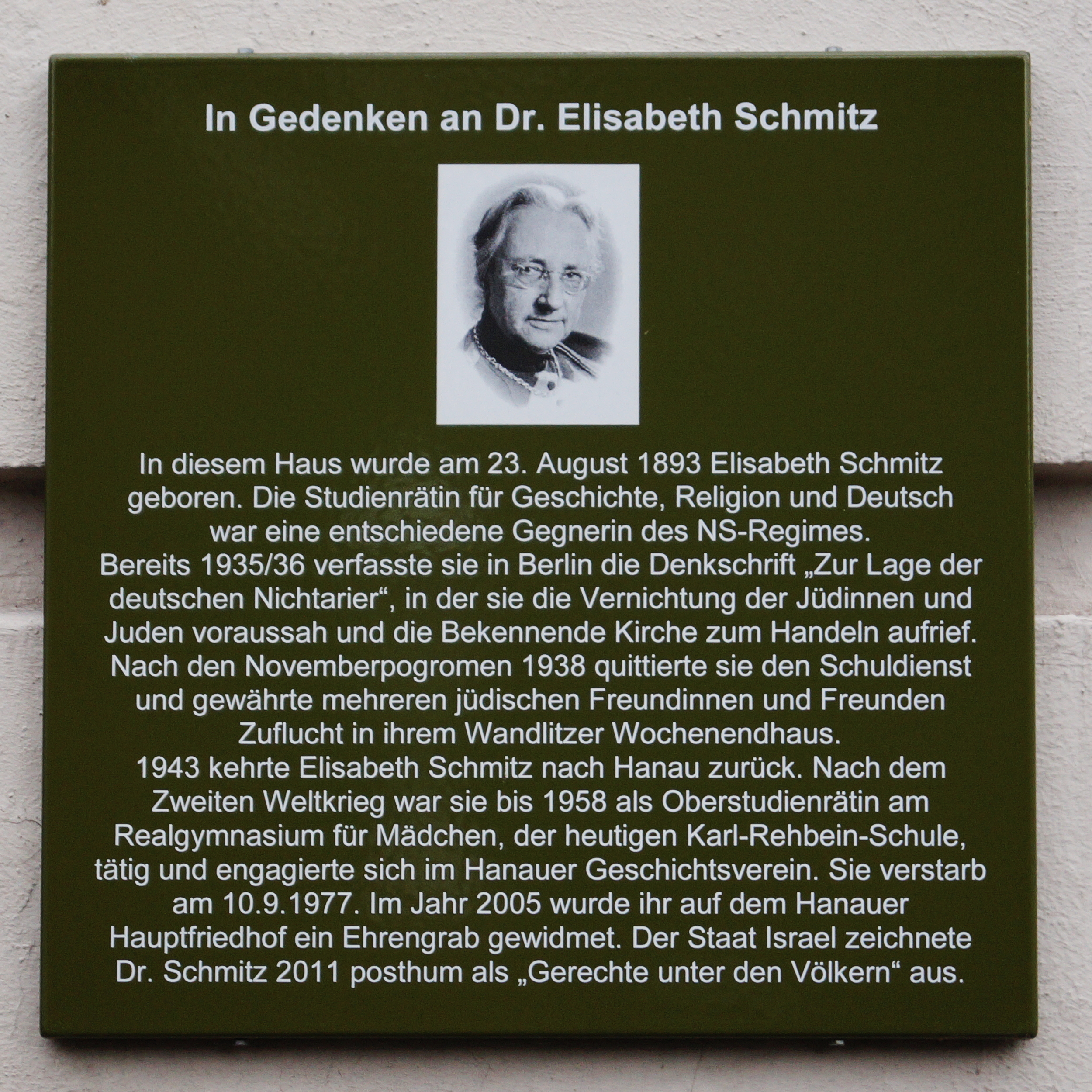
Gedenktafel am Geburtshaus in Hanau, Corniceliusstraße 16
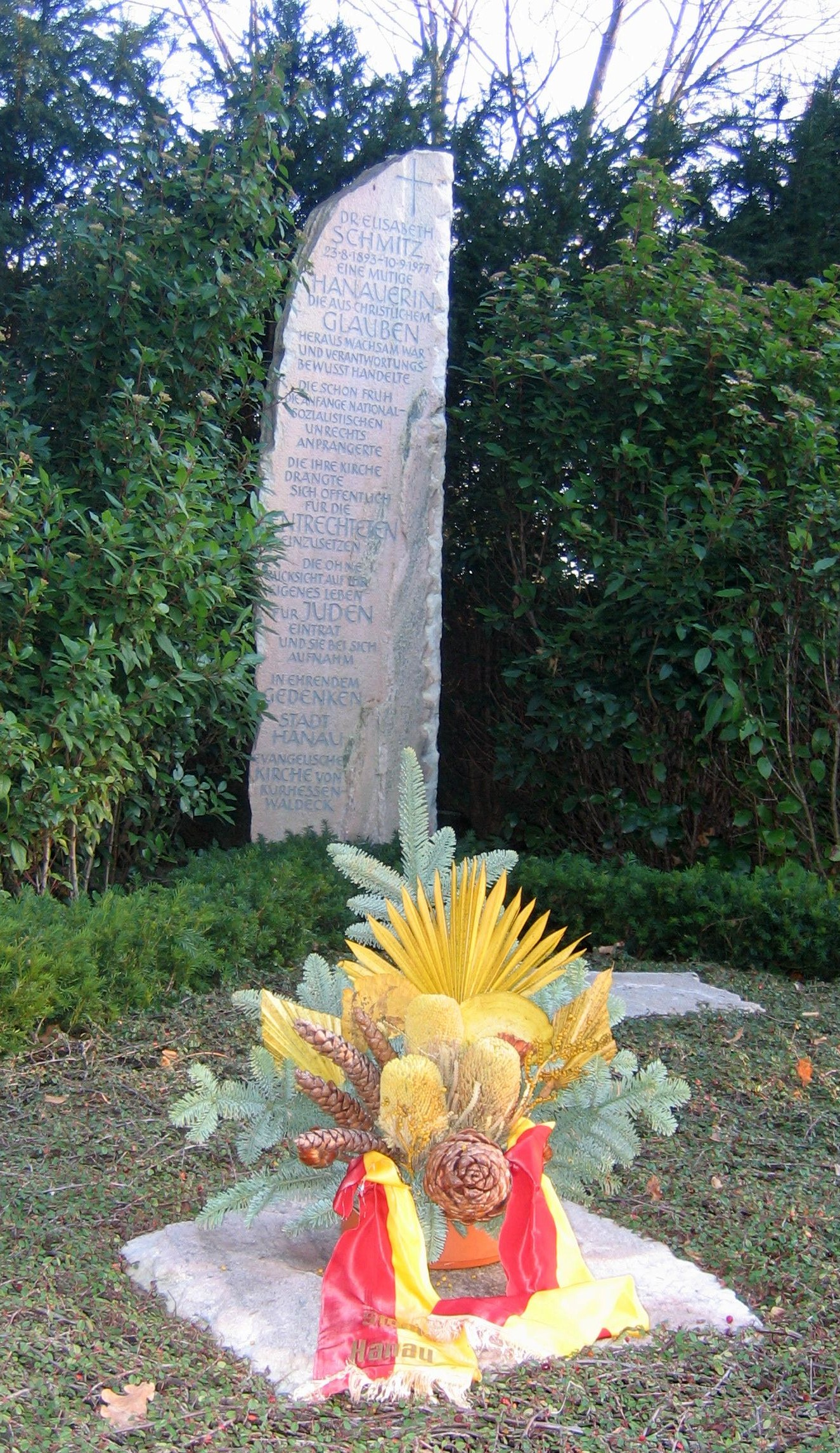
Ehrengrab für Elisabeth Schmitz auf dem Hanauer Hauptfriedhof
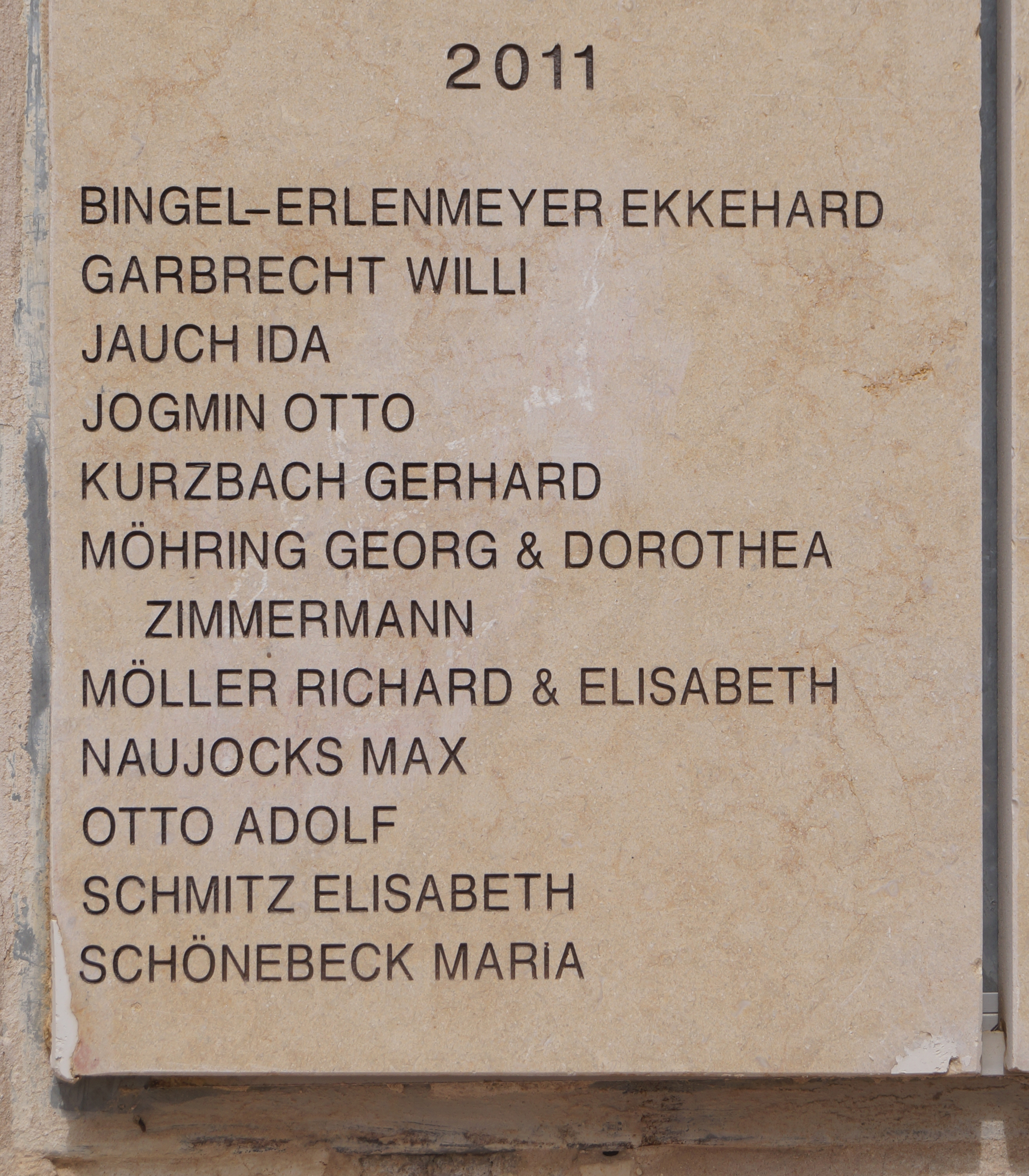
Gedenkstätte Yad Vashem, Israel – Wall of Honor im Garten der Gerechten unter den Völkern. Ausschnitt der Platte des Jahres 2011 mit den Geehrten aus Deutschland, darunter Elisabeth Schmitz

## Werke
- Denkschrift  Zur Lage der deutschen Nichtarier. Maschinenschriftlich 1935/36.
  - Erstveröffentlichung des Textes der Denkschrift (jedoch fälschlich unter dem Namen Marga Meusel) in: Wilhelm Niemöller (Hrsg.): Die Synode zu Steglitz. Göttingen 1970.
  - Erstveröffentlichung der Denkschrift unter Angabe der richtigen Verfasserschaft und mit kommentierenden Anmerkungen sowie einer biografischen Skizze zu Elisabeth Schmitz von Dietgard Meyer, in: Hannelore Erhart, Ilse Meseberg-Haubold, Dietgard Meyer: Katharina Staritz 1903–1954. Mit einem Exkurs zu Elisabeth Schmitz. Dokumentation Band I, Neukirchen-Vluyn,  1999, (2. Aufl. 2002), S. 185–269.
  - Faksimile der Denkschrift in: Julia Scheuermann: Dr. Elisabeth Schmitz – Eine Widerstandskämpferin des Dritten Reiches? In: Neues Magazin für Hanauische Geschichte. Hanau 2010, S. 198–282.

- Briefe:
  - Dietgard Meyer: Wir haben keine Zeit zu warten. Der Briefwechsel zwischen Elisabeth Schmitz und Karl Barth in den Jahren 1934–1966, in: KZG 22, 2009, 328–374 (Druckfehler-Hinweis: Briefwechsel beginnt 1933)
  - Gerhard Schäberle-Königs: Und sie waren täglich einmütig beieinander. Der Weg der Bekennenden Gemeinde Berlin/Dahlem 1937–1943 mit Helmut Gollwitzer, Gütersloh 1998, darin Brief an Gollwitzer vom 24. November 1938, S. 203ff
  - Andreas Pangritz: Nun ist Bußtag – und die Kirche soll schweigen? Die Reaktion von Elisabeth Schmitz auf die Novemberpogrome 1938,  in Manfred Gailus (Hg): Elisabeth Schmitz und ihre Denkschrift gegen die Judenverfolgung – Konturen einer vergessenen Biografie (1893–1977), Berlin 2008, darin Brief an Gollwitzer vom 27. November 1938, S. 170f.
  - Dietgard Meyer: Nach der Katastrophe: Zwei Briefe von Elisabeth Schmitz an Friedrich Meinecke aus dem Jahr 1946. In: Vision und Verantwortung. Festschrift für Ilse Meseberg-Haubold. Münster 2004, S. 139–144.

- Andere Veröffentlichungen:
  - Edwin von Manteuffel als Quelle zur Geschichte Friedrich Wilhelms IV. München, Berlin 1921 (Diss. phil.).
  - Ein Brief Wilhelm Grimms über seinen Sohn Hermann. In: Hanauer Geschichtsblätter 20 (1965), S. 221–226.
  - Des Herren von Westerfeld adeliger Hof und Garten und Burg Kesselstadt. In: Hanauer Geschichtsblätter 21 (1966), S. 97–114.
  - Rede zur Gedenkfeier für die Opfer des Faschismus, die Kriegsopfer und zum Jahrestag des gemeinsamen Zusammentritts von Bundestag und Bundesrat, vom 7. September 1950. In: Deutsch-jüdische Literatur und Kultur im Unterricht. Mitteilungen des Deutschen Germanistenverbandes, 56. Jg., Nr. 3, Hg. Deutscher Germanistenverband, mit Gisela Beste und Ursula Zierlinger. Aisthesis, Bielefeld 2009, ISSN 0418-9426, S. 402–407.